# グワショウ坊古墳

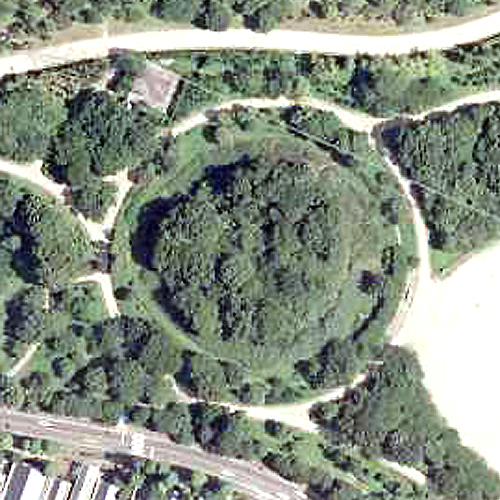
グワショウ坊古墳の航空写真
画像：2017年撮影
。

グワショウ坊古墳（グワショウぼうこふん）は、大阪府堺市堺区の大仙公園内にある円墳。百舌鳥古墳群を構成する古墳の1つで、国の史跡に指定されている。大仙公園として墳丘裾から濠が整備（本来の形状に無関係）され、濠から外側周囲は芝生と樹木が植栽され、市民に開放されている。墳丘に生育する樹木は、植生観察林として堺植物愛好会により観察研究され、その成果が公表されている。

## 歴史
大仙公園内の大仙陵古墳と上石津ミサンザイ古墳の中間辺りにあるが、陪塚ではなく独立した古墳と考えられている。旗塚古墳の東に隣接し、百舌鳥古墳群の中の円墳としては、大仙陵古墳の陪塚とされる大安寺山古墳に次ぐ大きさである。墳丘は、江戸時代以降に少なくとも3 メートル以上削り取られているが、本来は2段築成だったと考えられている。墳丘の周囲に濠があり、葺石や埴輪が発掘されたが、埋葬施設の構造や副葬品は判明していない。
「グワショウ坊」の名称に関しては、1897年（明治30年）、1915年（大正4年）の作成の絵図には「画条坊（がじょうぼう）」と記載されており、これが訛って「グワショウ坊」となったと考えられるが、「画条坊」の名の由来は不明である。1965年（昭和40年）の堺市教育委員会所蔵の調査資料に「グワセウ坊」古墳と記載され、「グワショウ坊」と改められたのは、1972年（昭和47年）からである。

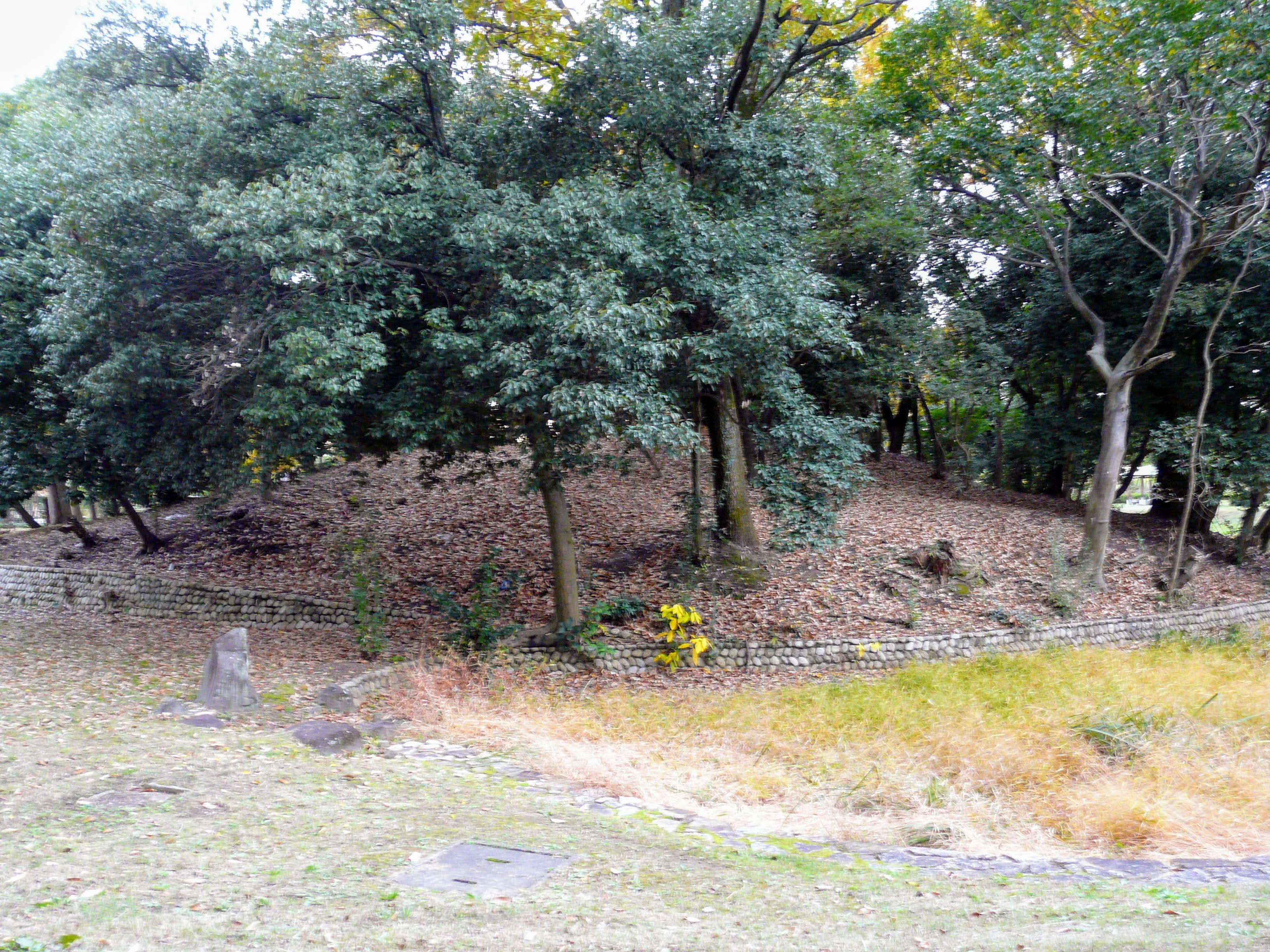
円墳墳丘裾の石積みは、公園整備時に整備されたもの。
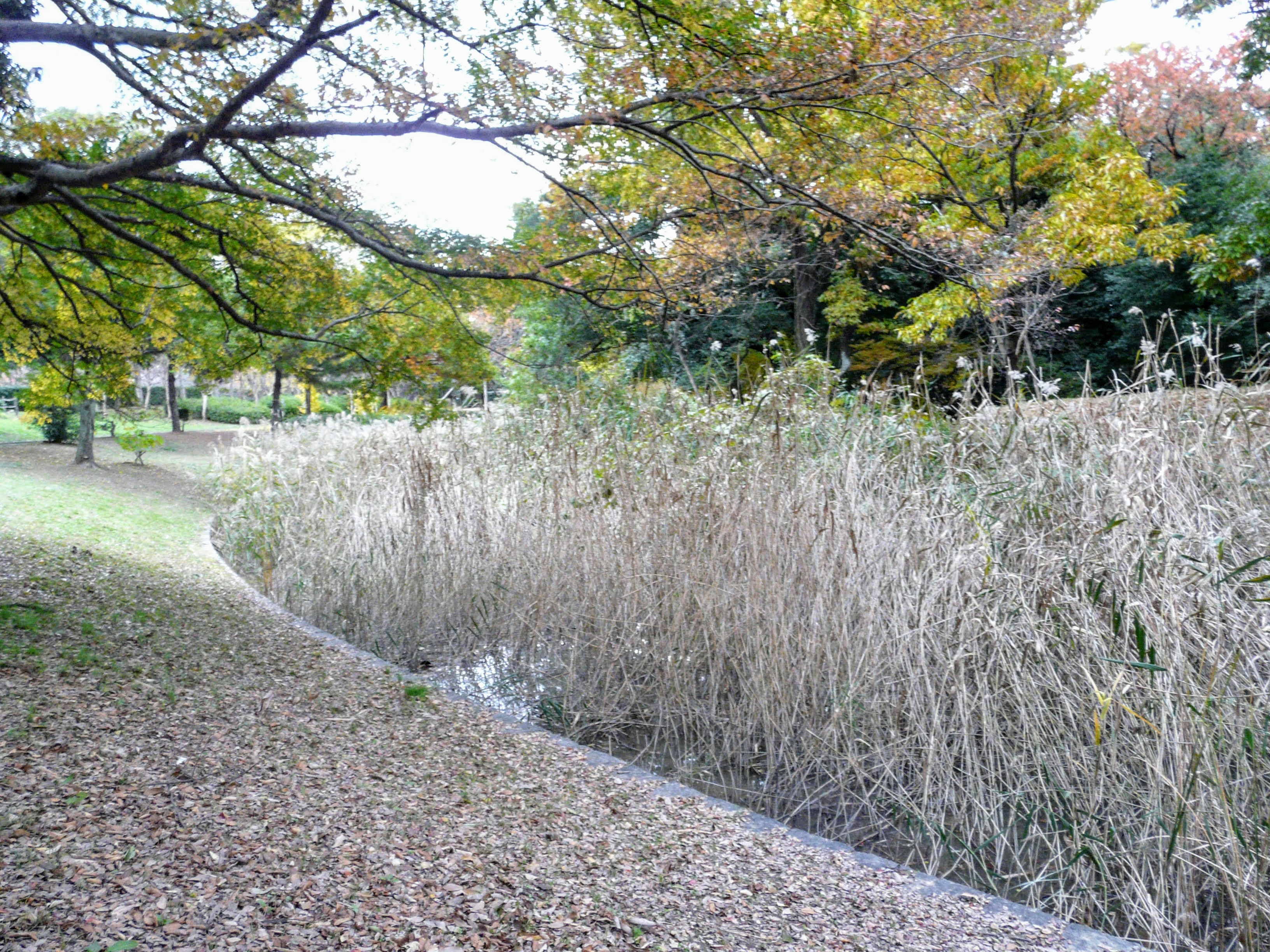
周濠

## 規模
古墳の規模は以下の通り。
形状は西側が張り出した楕円形の円墳。
- 墳丘径
  - 長軸（東西方向） - 61 メートル。
  - 短軸（南北方向） - 56 メートル。
  - 高さ - 3.7 メートル[3]。

## 出土品
埋葬施設や副葬品は不明であるが、当古墳関連遺物として、埴輪、ミニチュアの鉄鍬、須恵器、土師器などが出土している。

## 調査概要
- 1942年（昭和17年）の航空写真による調査では、田畑の畦畔が墳丘周囲を円形に巡り、周濠の名残とみられる[1]。
- 1975年ごろ（昭和50年代）に、大仙公園整備に伴う古墳整備工事計画による事前発掘調査[1]。
  - 濠の埋土と段丘構成層の界を確認したとされるが、その位置などの調査の詳細の記録類が残されていない。
- 2006年（平成18年）に、三次元測量が行われ。正確な墳丘の規模が判明する[1]。
- 2007年（平成19年）9月10日 - 18日、国庫補助事業による発掘調査[1]。
  - 百舌鳥古墳群史跡指定申請に伴う範囲確認を目的にする発掘調査を行うための事前調査として行われ、今後予定の発掘調査の資料として、掘削土量の把握、周濠外側の遺構などの埋蔵文化財の存在確認などを目的とし、墳丘一部法表面の精査、濠外側にトレンチを8箇所（No6、7、8、9、10、15、16、17）を設け掘削した[7]。
    - 墳丘内の法面調査は、測量図等高線から土取りでなどで削平されていると考えらる場所で行った。この場所は、聞き取り調査で、公園造成時には既に現状のままであったとのことで、2段に築成されていると考えられる墳丘上部も、削平され平になっている。精査作業は、調査区域の表土を数センチメートルから数十センチメートル除去したのみであるが、褐色と白色礫混じりシルトから粘土質の互層による墳級盛土が確認された。表土内から埴輪が1点出土したが、内外面ともに摩滅が激しく、刷毛目などは観察できない。
    - No7、9トレンチ - 段丘構成が確認できなかった。
    - No6トレンチ - トレンチ底面で、墳丘側に褐色色土が落ち込む状況が認められ、濠の肩付近である可能性が考えられた。この層から埴輪、須恵器、土師器が出土した。当古墳の年代を考察する上で貴重な資料となった。
    - No16、17トレンチ - 墳丘側に向かい段丘構成層が下がっていく状況が確認されたが、段丘反対側は、段丘構成層上面が削平され、造成前の状況が不明である[8]。
    - No10トレンチ - 旧耕作土が残る。
    - No8、15トレンチ - 旧耕作度が確認されたが、大仙公園造成時の削平が考えられる[8]。

結果
以上の発掘調査から、周濠から外側が、大仙公園整備時の造成による削平が顕著であったと判明する。古墳の東西で段丘構成層検出高に１メートル程度の高低差が確認されたが、削平以外にも旧地形に起因する可能性が考えられる。古墳の濠埋土は比較的良好に残っていると考えられるが、濠の外側肩の位置は明確にできなかったが、今回のトレンチよりも外側にある可能性があり、そのため、現在整備されている輪郭よりも大きくなり、特に北側は、園路が整備されている付近まで広がる可能性が大きい。墳丘内の南半分は残存状況が比較的良いため、埴輪列が遺存する可能性があり、墳丘中央では、埋葬施設が失われている可能性が高いが、部分的にその痕跡を調査できると考えられている。
- 2008年（平成20年）2月20日 - 3月28日、地中レーダ探査が行われた[10]。
  - 平成20年度に予定されている発掘調査の事前調査として、周濠の範囲や残存状況、盛土、残存管などを把握する目的で行われた。

結果
調査範囲の南半分は、全体的に埋土があり、後円造成による建設廃材を含むガラが多いと推定された。北側半分に、幅2 メートル程の人が歩く通路と考えられる水平な帯状のレーダ反射が測定され、公園造成前の地形が残存していると考えられ、遺構の形状を反映していると考えられた。
- 2008年（平成20年）墳丘内と周濠外周の発掘調査が行われた[12]。

結果
墳丘は築造当寺の原型をほとんど留めていなかったが、大きさが東西61メートル、南北56メートルで、楕円形を呈することが明らかとなり、出土した円筒埴輪や形象埴輪、須恵器などから5世紀後半の築造と考えられる。墳丘の盛土の調査では、盛土の断面が、盛土の単位毎に褐色や灰黒色に交互に層状に盛られ、魚の鱗模様にも見える。灰黒色の土は、水を加えかき混ぜたような土で、その下の褐色の土を一組として塊で掘り出し、天地逆さまに積み上げていることが判明した。水分を含む柔らかい土は、下の土との密着性が増す接着剤の様な働きがあり、締め固めることで盛土としての強度を増す効果があったと考えられる。同じ様な盛土の方法は、百舌鳥古墳群の旗塚古墳、大塚山古墳、古市古墳群の峯ヶ塚古墳などでも確認されており、地域や墳形、規模、年代に関わらず、施工されていた盛土方法の一つであると考えられる。
埴輪、ミニチュアの鉄鍬、須恵器、土師器高杯など陶磁器が出土したが、全てが墳丘から流出、または盛土から出土したものである。埴輪の内訳として朝顔形埴輪、円筒埴輪、形象埴輪、蓋型埴輪、家形埴輪が出土している。

## 文化財

### 国の史跡
史跡：百舌鳥古墳群を構成する19古墳のうちの一つとして、史跡に指定されている。
- 2014年（平成26年）3月18日に、史跡に既指定されている7古墳（いたすけ古墳、長塚古墳、収塚古墳、塚廻古墳、文珠塚古墳、丸保山古墳、乳岡古墳）を統合し、グワショウ坊古墳、御廟表塚古墳、ドンチャ山古墳、正楽寺山古墳、鏡塚古墳、善右ヱ門山古墳、銭塚古墳、旗塚古墳、寺山南山古墳、七観音古墳を追加指定し、名称が百舌鳥古墳群と改められた[13]。
- 2018年（平成30年）10月15日に、御廟山古墳内濠が追加指定された[15]。
- 2019年（平成31年）2月26日に、ニサンザイ古墳内濠が追加指定された[16]。

## 交通アクセス
- JR阪和線百舌鳥駅 徒歩約10分